# Župa (Słowenia)
Župa – osada w Słowenii, w regionie Zasavska, w gminie Trbovlje. W 2016 roku liczyła 87 mieszkańców. Leży nad prawym brzegiem Sawy.